# Denis (patronyme)
Pour les articles homonymes, voir Denis.
Cette page présente le nom de famille Denis ainsi que ses variantes.
Denis est un patronyme français. 

## Origine
Le patronyme Denis vient du prénom Denis.

## Popularité
Le patronyme Denis est très répandu en France, il s'agit du 52e patronyme le plus porté.

## Personnalités portant ce patronyme
Denis est un nom de famille notamment porté par :
- Denis, une famille de facteurs de clavecin ;
- Achille Denis (1817-1889), journaliste français ;
- Albert Denis (1866-1931), homme politique français ;
- Alexandre Denis (né en 1962), prêtre et illusionniste français ;
- Alphonse Denis  ;
- Arnaud Denis (1983-), comédien et metteur en scène français ;
- Auguste Denis-Brunaud (1903-1985), un peintre français ;
- Azellus Denis (1907-1991), député et sénateur fédéral du Québec ;
- Catalina Denis (1984-), actrice franco-colombienne ;
- Christian Denis (1953-), romancier français ;
- Claire Denis (1946-), scénariste et réalisatrice française ;
- Cyril Denis (1971-), bassiste français ;
- Didier Denis (1947-), compositeur français ;
- Ernest Denis (1849-1921), historien et slaviste français ;
- Estelle Denis (1976-), présentatrice à la télévision ;
- Étienne Denis (1799-1879), fondateur de la Maison Denis frères ;
- Ferdinand Denis (1798-1890), écrivain français du XIXe siècle ;
- François Denis (1964-), footballeur français ;
- Gabriel Denis (1853-1903) homme politique français ;
- Germán Denis (1981-), footballeur argentin ;
- Guy Denis (1942-), écrivain belge ;
- Hélène Denis (1902-19?), bibliothécaire, professeure et militante socialiste belge ;
- Henri Denis  ;
- Jacques Denis  ;
- Jean Denis  ;
- Jean Baptiste Denis (1643-1704), médecin français ;
- Jean-Claude Denis (1951-), auteur de bande dessinée français ;
- Jean-Jacques Denis  ;
- Jean Marcel Robert Denis (1893-1969), zoologiste français ;
- Jean-Philippe Denis (1972-), professeur en sciences de gestion ;
- Jean-Pierre Denis  ;
- Jean-Robert Denis (1893-1969), zoologiste français ;
- Jehan Denis (14?-14?), explorateur et navigateur français ;
- Joël Denis (1936-), chanteur et fantaisiste québécois ;
- Johann Nepomuk Cosmas Michael Denis (1729-1800), zoologiste allemand ;
- Julien Denis (1881-1915), footballeur français ;
- Léon Denis (1846-1927), philosophe spirite français ;
- Lorimer Denis, (1904-1957), anthropologue et essayiste haïtien ;
- Louis Denis  ;
- Lucien Denis (1955-), ancien footballeur reconverti journaliste sportif sur RMC ;
- Marc Denis (1977-), joueur canadien de hockey sur glace ;
- Marcel Denis (1919-1961), missionnaire français au Laos, déclaré bienheureux en 2016 ;
- Marcel Denis (1923-2002), auteur de bande dessinée belge ;
- María Denis (1916-2004), actrice italienne ;
- Marie-Maude Denis, journaliste d’enquête canadienne ;
- Mathieu Denis (1977-) , scénariste, monteur, réalisateur et producteur québécois ;
- Matthieu Denis (1977-), escrimeur français ;
- Maurice Denis (1870-1943), peintre français ;
- Maurice Denis (1916-1978), homme politique belge et un militant wallon ;
- Mme Denis (1712-1790), nièce et compagne de Voltaire ;
- La Mère Denis, de son vrai nom Jeanne Marie Le Calvé (1893-1989), lavandière et héroïne de publicités pour la marque de machines à laver Vedette ;
- Michel Denis  ;
- Modesto Denis (1901-1956), footballeur paraguayen ;
- Nicolas Denis (1603-1686), gouverneur, lieutenant général pour le roi ;
- Paul-Camille von Denis (1795-1872), ingénieur ferroviaire ;
- Philippe Denis (1947-2021), poète, essayiste et traducteur français ;
- Pierre Denis  ;
- Pierre-Joseph Denis (1921-), résistant belge ;
- Robert Denis (1940-), député fédéral belge ;
- Serge Denis (1897-1980?), footballeur français ;
- Simon Denis (1755-1813), peintre paysagiste flamand ;
- Stéphane Denis (1949-), journaliste et écrivain français ;
- Sylvie Denis (1963-), auteur de science-fiction française ;
- Thomas Denis (1997-), coureur cycliste français ;
- Victor Denis (1889-1972), footballeur français.